# L'Économie du couple
Pour plus de détails, voir Fiche technique et Distribution.
L'Économie du couple est un film franco-belge réalisé par Joachim Lafosse, sorti en 2016.

## Synopsis
Après plusieurs années de vie commune, Marie et Boris décident de se séparer. Fille de bonne famille, elle travaille et gagne bien sa vie, tandis que lui accumule les petits boulots périodiques. Elle a financé l'achat de la maison tandis que lui l'a rénovée, apportant ainsi une plus-value. Lorsqu'ils décident de vendre leur maison, la question est désormais pour eux de savoir quelle part chacun doit recevoir...

## Fiche technique
- Titre français : L'Économie du couple
- Réalisation : Joachim Lafosse
- Scénario : Joachim Lafosse, Fanny Burdino, Mazarine Pingeot et Thomas van Zuylen
- Photographie : Jean-François Hensgens
- Montage : Yann Dedet
- Musique : Prélude en si mineur de Jean-Sébastien Bach (BWV855); Maître Gims (Bella)
- Décors : Olivier Radot
- Costumes : Pascaline Chavanne
- Production : Jacques-Henri Bronckart et Olivier Bronckart
- Société de production : Les Films du Worso, en association avec la SOFICA Indéfilms 4
- Société de distribution : Outside the Box (Suisse)
- Pays de production :  France -  Belgique
- Durée : 100 minutes
- Genre : drame
- Dates de sortie : 
  - Belgique : 8 juin 2016
  - France : 10 août 2016

## Distribution
- Bérénice Bejo : Marie Barrault, une femme obligée de partager son toit avec son compagnon dont elle veut se séparer
- Cédric Kahn : Boris Marker, son compagnon et père de ses filles, qui reste dans la maison
- Jade Soentjens et Margaux Soentjens : Jade et Margaux Marker, les enfants de Marie et Boris
- Marthe Keller : Christine dite "Babou", la mère de Marie
- Pascal Rogard : Antoine, un ami du père de Marie
- Catherine Salée, Ariane Rousseau, Philippe Jeusette et Francesco Italiano : Les amis du couple lors d'un dîner
- Annick Johnson : l'agent immobilier
- Tibo Vandenborre : l’infirmier de l'hôpital
- Philippe Jeusette : Goran
- Maxime Kesteman : Maxime
- Lara Seldrum : Alix
- Bernard Dauchat : le juge
- Gaëtan Lejeune et Benik Limani : deux ouvriers

## Distinctions

### Récompenses
- 2016 : Prix André Cavens
- Grand Prix du Jury au Festival du film de Philadelphie

### Nominations
- Sélectionné dans la catégorie Meilleurs films internationaux à Munich
- Festival de Cannes 2016 : Sélection à la Quinzaine des réalisateurs
- 2016 : Meilleure coproduction à la 7e cérémonie des Ensors
- 2017 : Magritte du cinéma :
  - Magritte du meilleur scénario original ou adaptation
  - Magritte du meilleur film
  - Magritte du meilleur réalisateur
  - Magritte du meilleur espoir féminin pour les jumelles Jade et Margaux Soentjens